# Centrala Kroatien

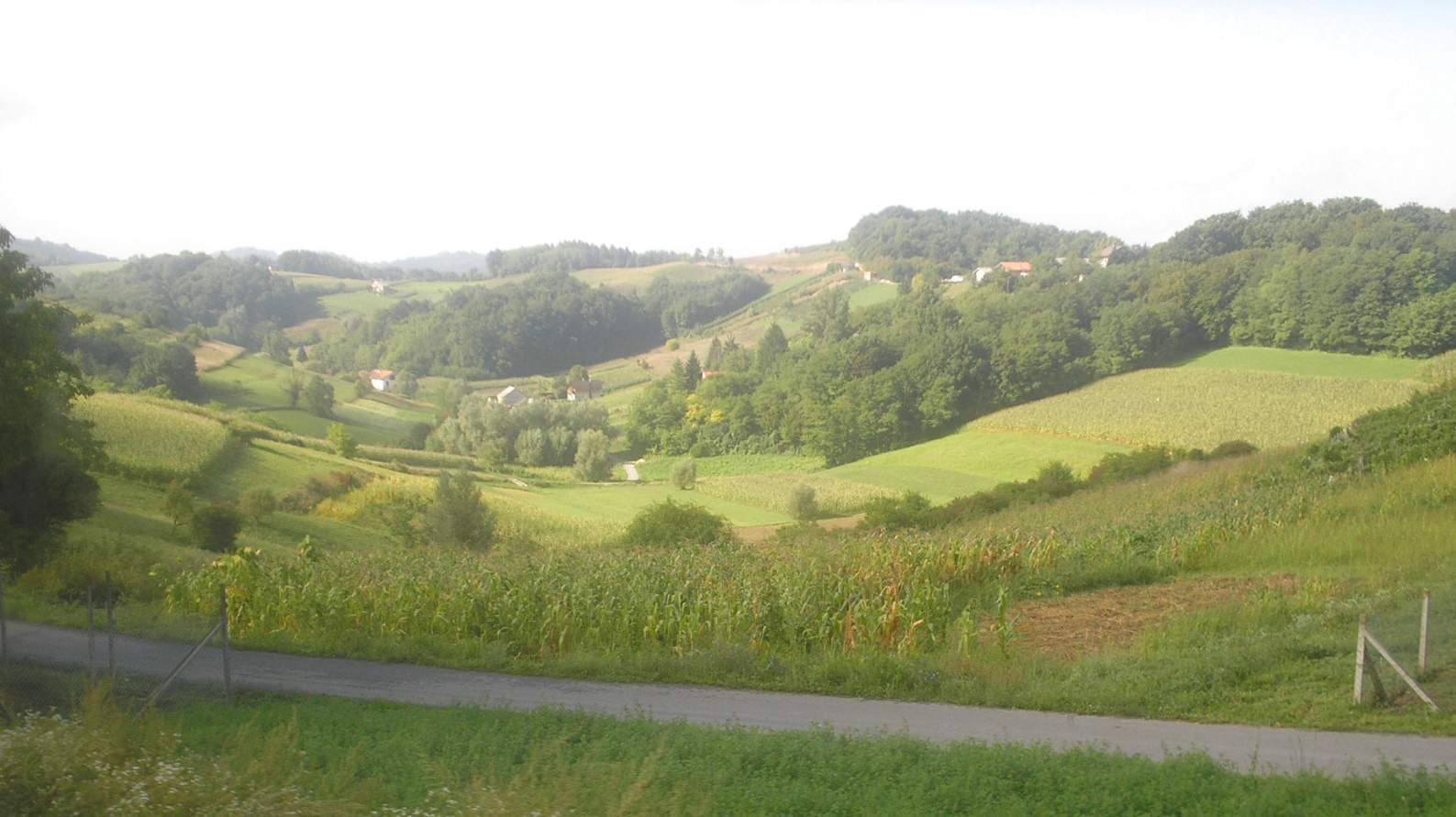
Typisk landskapsbild från Zagorje som utgör centrala Kroatiens norra del.

Centrala Kroatien eller Mellersta Kroatien (kroatiska: Središnja Hrvatska) är benämningen på Kroatiens centrala landområden som inte omfattas av landsdelarna Istrien, Dalmatien och Slavonien. Benämningen Centrala Kroatien har ingen administrativ betydelse och omfattar i sin tur mindre historiska regioner, däribland Zagorje, Prigorje, Turopolje, Banovina, Kordun, Lika och Međimurje. Centrala Kroatien är Kroatiens mest tätbefolkade område och Zagreb, Kroatiens huvudstad, är områdets största stad. Andra större städer är Krapina, Varaždin, Čakovec, Koprivnica, Križevci, Bjelovar, Karlovac och Sisak. 

## Län
Följande län räknas till Centrala Kroatien:
- Međimurjes län
- Varaždins län
- Krapina-Zagorjes län
- Koprivnica-Križevcis län
- Bjelovar-Bilogoras län
- Zagrebs län och Zagreb stad
- Karlovacs län
- Sisak-Moslavinas län